# أرتورو بيريز ريفيرتي
أرتورو بيريز ريفيرتي (مواليد 25 نوفمبر 1951) هو روائي وصحفي إسباني، عمل كمراسل عسكري لمدة 21 عام.